# باتشو
باتشو (بالصينية: 霸州市؛ بالبينيين: Bàzhōu) هي مدينة على مستوى مقاطعة تقع في إقليم خبي شمال الصين، وتتبع إداريًا مدينة لانغ فانغ (على مستوى محافظة). بلغ عدد سكانها أكثر من 743,000 نسمة حسب تعداد عام 2020.